# Galió San José
El San José fou un galió espanyol de 1.200 tones i seixanta canons que va naufragar a les costes de Colòmbia l'any 1708, duia una tripulació de 600 homes i només una desena van sobreviure. En el seu últim viatge, tornant cap a Espanya des de Portobelo una flota anglesa el va enfonsar prop de Cartagena de Indias, el 7 de juny del 1708, en plena Guerra de Successió Espanyola
El San José va ser construït el 1698 pel duc Aristides Eslava i la família Eslava, a la drassana de Mapil d'Aginaga (Usurbil), amb les especificacions de Francisco Antonio Garrote destinat a Pedro de Aróstegui. El 1706 el galió San José va salpar juntament amb altres vaixells cap al mar Carib i va arribar a Cartagena de Indias després d'un mes de navegació.
Al cap de dos anys, el 1708, el San José, juntament amb el San Joaquín i altres vaixells de la flota imperial van salpar de Cartagena d'Índies cap a Portobelo. En el San José s'hi van carregar 11 milions de monedes d'or. La flota va ser atacada per vaixells anglesos i el galió San José es va enfonsar amb els seus tresors davant de la península de Barú (a l'actual mar de Colòmbia).
El San José duia a les bodegues, junt amb el carregament d'or, un carregament de plata i pedres precioses, a part d'espècies i altres mercaderies. El valor actual d'aquest tresor podria ser superior als 5.000 milions d'euros.

## Història

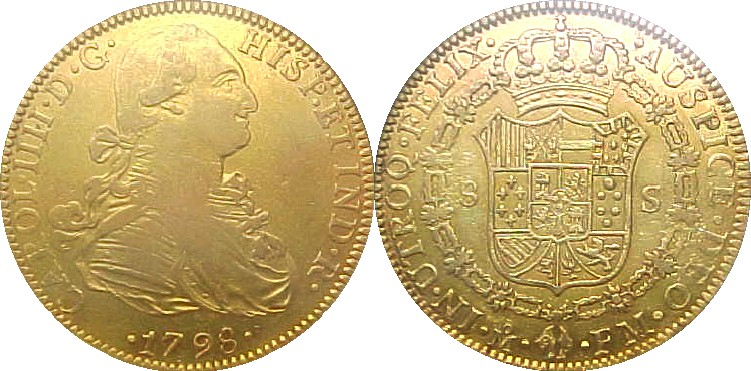
Dobló d'or de 8 escuts, encunyat a Mèxic l'any 1798.

El galió San José va partir des d'Espanya al març de 1706 amb destinació a Cartagena d'Índies. Sabent la presència de vaixells anglesos el rei Felip V va ordenar que se l'escortés amb una forta protecció representada en 26 navilis. Al maig havia d'anar a Cartagena, amb la idea de dirigir-se a Portobelo, per recollir una gran quantitat d'or, plata, i altres objectes valuosos que provenien del Virregnat del Perú. No obstant això, la seva partida cap a Portobelo es retardaria dos anys. El 2 de febrer de 1708, el seu capità, el general José Fernández de Santilla, finalment va decidir partir acompanyat de la flota de protecció.
A Portobelo es va discutir bastant de temps si era segur que el galió salpés de retorn a Cartagena. Segons estaven advertint des de Cartagena, un grup de naus angleses estaven rondant la zona. No obstant això, tot i que la majoria es negava a sortir, el capità Fernández va decidir que el més convenient era salpar, entre altres raons per no perdre l'ajuda oferta pel capità del navili francès Duquenes, que es va oferir per escortar-lo en el seu retorn a Espanya, a part Fernández considerava que el galió i la flota que l'acompanyava estaven prou blindats per rebutjar l'atac dels anglesos.
Conscient del risc, el capità Fernández va salpar cap a Cartagena el 28 de maig del mateix any, acompanyat per 16 vaixells entre els quals destacaven els navilis militars San Joaquín, amb 64 canons, i Santa Cruz de 55 canons, però que en duia de moment 44. Aquests 2 vaixells juntament amb el San José eren les naus que pel seu poder ofensiu transportaven la major part de les mercaderies. Cal destacar que el San José, amb els seus 64 canons, era el més emblemàtic de la flota
Mentre els espanyols realitzaven les seves diligències a Portobelo. El capità anglès Charles Wagner era informat per diversos espies dels moviments dels espanyols. En aquell temps aquests col·laboradors clandestins infestaven les colònies espanyoles situades a la costa del carib i que servien com a element essencial per als anglesos en les seves finalitats de desestabilitzar l'imperi espanyol. Wagner comptava amb una flota ben armada i es va dirigir a la ruta per on havia de passar el San José per arribar a Cartagena d'Índies.
L'emboscada de Wagner va tenir lloc molt a prop de les Illes del Rosario, a unes 30 milles del port de Cartagena. El navili Kingston, dotat de 60 canons va obrir foc contra el Sant Joaquín, mentre el Expedition de Wagner va arremetre contra el San José. La idea principal de Wagner era capturar el navili, i apoderar-se del preuat carregament. Malauradament, després d'hora i mitja d'intercanvi de foc, el San José va patir una forta explosió que el va portar al fons de l'oceà. Dels 600 tripulants del San José només en van sobreviure 11.

## Cerca del tresor

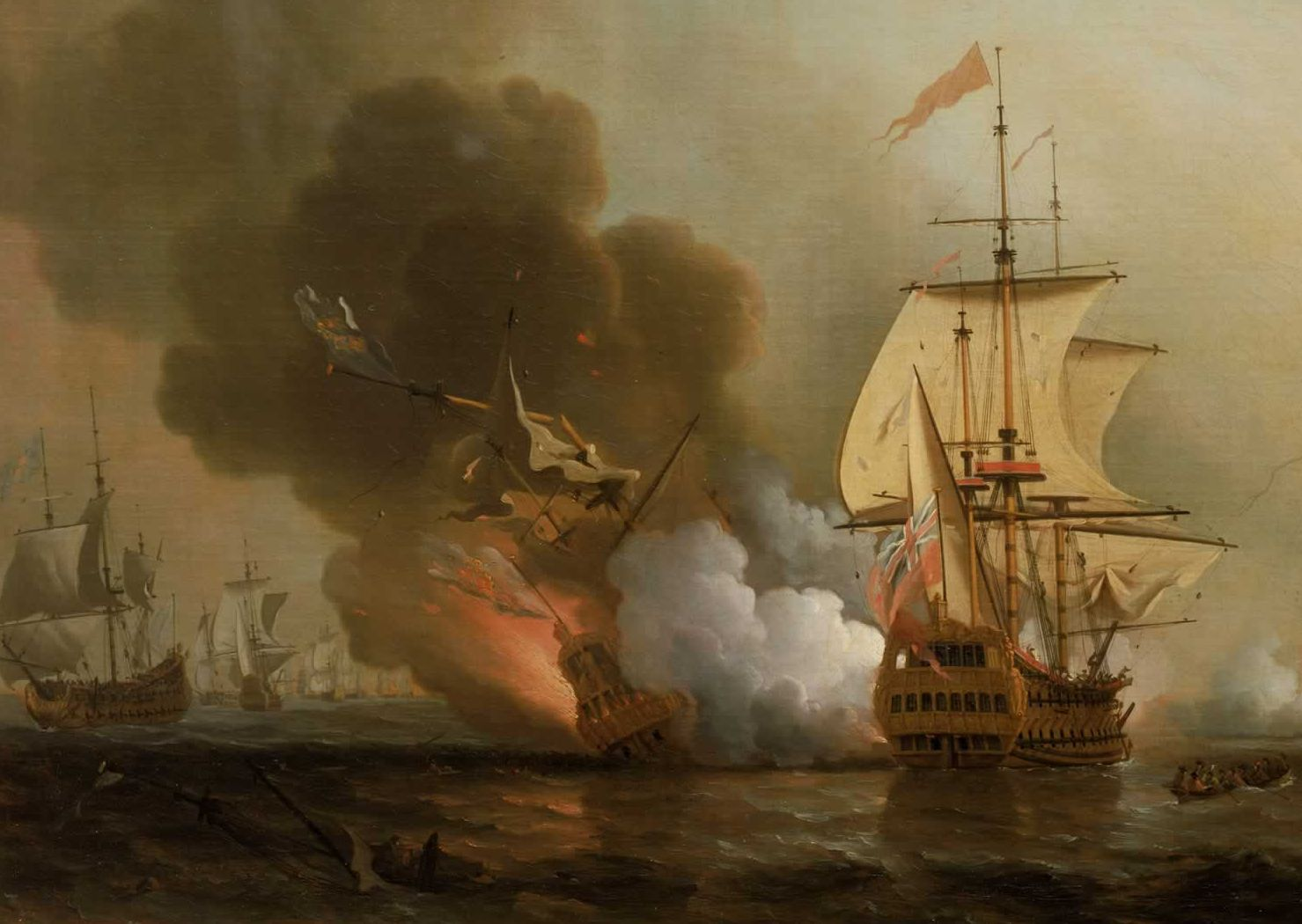
Detall de l'explosió del San Jose, (Samuel Scott).

A partir del 1980 diverses empreses i cercadors de tresors van intentar treure del mar el tresor valorat el 10000 milions de dòlars nord-americans. Però el 25 d'octubre de 2011, una cort a Washington va declarar al galió com a propietat de l'Estat colombià.
El primer intent per trobar-lo va ser el 1981, quan la companyia nord-americana Sea Search Armada va informar el govern colombià que pretenia començar a buscar-lo a canvi de quedar-se amb el 50% del seu valor. El 2011, un tribunal de Washington va declarar que el galió, si mai es trobava, seria propietat de l'estat colombià.
L'empresa Sea Search Armada (SSA) havia presentat a finals de març els seus arguments per a un recurs d'apel·lació contra la República de Colòmbia, davant la Cort d'Apel·lacions del Districte de Columbia en el qual continua reclamant els seus drets sobre el tresor del 'San José'.
SSA va apel·lar la decisió presa a la Cort federal dels Estats Units el 2011, quan aquesta va resoldre de forma favorable als arguments de Colòmbia que havia propugnat la prescripció i improcedència de l'acció judicial presentada per SSA.
L'empresa nord-americana va recórrer a la cort del seu país després que l'Estat colombià es negués, segons el seu relat, a complir l'ordre dictada el 2007 per la Cort Suprema de Colòmbia, que concedia a la companyia la meitat del tresor, un cop que aquest fos rescatat de les profunditats. Llavors el Congrés de Colòmbia va promulgar la llei 1675 de 2013, per la que "es reglamenten els articles 63,70 i 72 de la Constitució Política de Colòmbia quant al patrimoni cultural submergit", establint mecanismes per al rescat dels naufragis històrics dins les aigües de Colòmbia, incloent-hi entre ells, al galió San José.
Finalment, el galió va ser trobat el 27 de novembre de 2015 per investigadors de l'Institut Colombià d'Antropologia i Història (ICANH), personal de l''armada colombiana i de la Direcció marítima colombiana (DIMAR), i diversos científics internacionals, a les costes properes a Cartagena d'Índies. La troballa va ser anunciada pel president colombià Juan Manuel Santos. Hi ha plans de crear un museu a Cartagena amb les restes que s'extreguin de la troballa arqueològica. El comunicat del govern colombià deia que el 27 de novembre de 2015 s'havia localitzat i identificat, "sense cap mena de dubte", el 'San José'. La prova que ha permès identificar-lo són unes fotografies en les que es distingeixen clarament els canons del San José.